# Хадън Съндблом
Хадън Хъбард „Съни“ Съндблом (на английски: Haddon Hubbard „Sunny“ Sundblom) (22 юни 1899 – 10 март 1976) е американски художник, познат най-вече с рисунките си на Дядо Коледа, които създава за рекламите на най-популярната безалкохолна напитка – Кока-Кола.
Роден е на 22 юни 1899 г. в Мускегън, Мичиган, САЩ в семейството на Карл Вилхелм Сънблом и Карин Андерсон, преселници от Швеция. След завършване на средно училище учи в Американската художествена академия.